# Bicicletas Pope

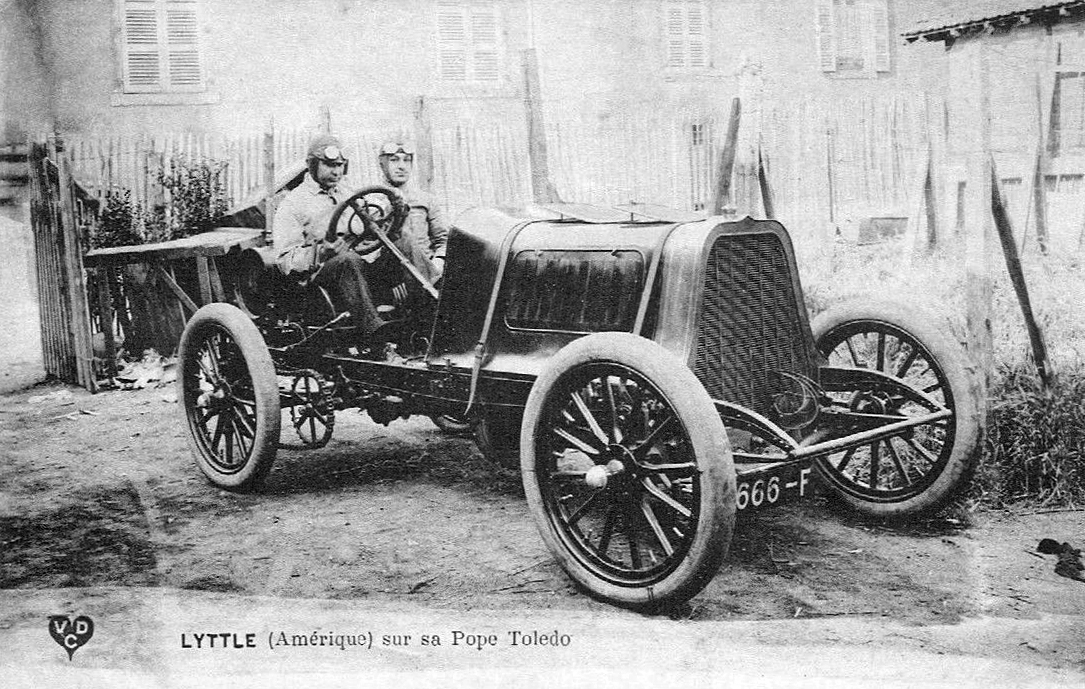
Un Pope Toledo en la Copa Gordon Bennett de 1905

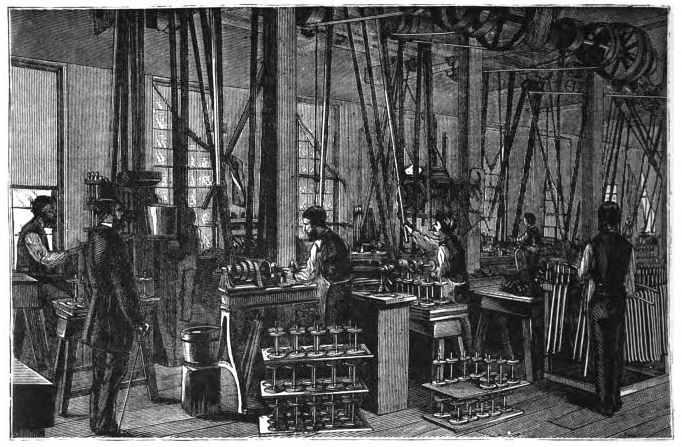
Compañía Manufacturera Pope. Ilustración de Leslie Frank

La Compañía  Pope (nombre original en inglés: Pope Manufacturing Company) fue una empresa estadounidense fabricante primero de bicicletas y posteriormente de vehículos motorizados. Fundada por Albert Augustus Pope alrededor de 1876 en Boston, Massachusetts, desarrolló su actividad en Connecticut a partir de 1877. La producción de bicicletas comenzó en 1878 en Hartford, en la fábrica de la Compañía de Máquinas de Coser Weed.
Pope fabricó bicicletas, motocicletas, y automóviles. De 1905 a 1913, fue consolidando gradualmente su planta industrial en Westfield, quedando las oficinas principales en Hartford. Cesó la producción de automóviles en 1915, y la de motocicletas en 1918. Las bicicletas continuaron estando disponibles bajo la marca Columbia.

## Primeros años
En 1876 la compañía tenía su sede en la ciudad de Boston, localizada en el 54 de High Street. Se escrituró en Connecticut en marzo de 1877, nombrando a Albert Pope, Charles Pope, y Edward Pope como accionistas. Albert era titular de 595 participaciones, su padre Charles de 400 y su primo Edward era dueño de otras cinco participaciones. Los documentos de fundación indican que la compañía estaba dedicada a las actividades empresariales siguientes: "Fabricación (y venta de licencias a teceros para la fabricación y venta) de pistolas y carabinas de aire comprimido, máquinas de zurcir, tornos para aficionados, máquinas de liar cigarrillos y otros artículos patentados; y para poseer, vender y mantener tratos sobre patentes y propiedad industrial para la fabricación de las mismas." La compañía por entonces ya vendía pistolas y máquinas de liar cigarrillos.
Aunque la Compañía Pope se había inscrito en Connecticut, mantuvo sus oficinas y muchas de sus operaciones en Boston. Ya desde 1874 Albert y Edward Pope dirigían la fábrica dedicada a la producción de máquinas de liar cigarrillos, situada en el 87 de la calle Summer de Boston.

## Bicicletas

### Importaciones y las primerasColumbias

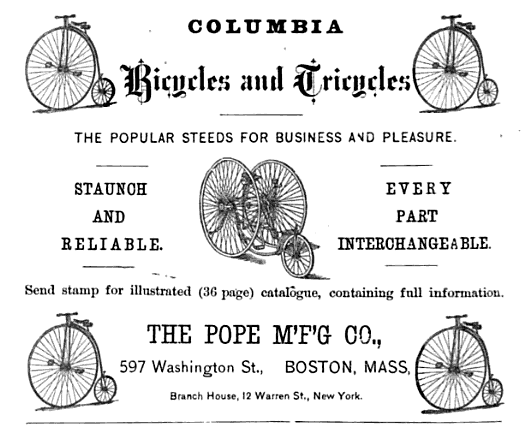
Anuncio de la marca Columbia (1885)

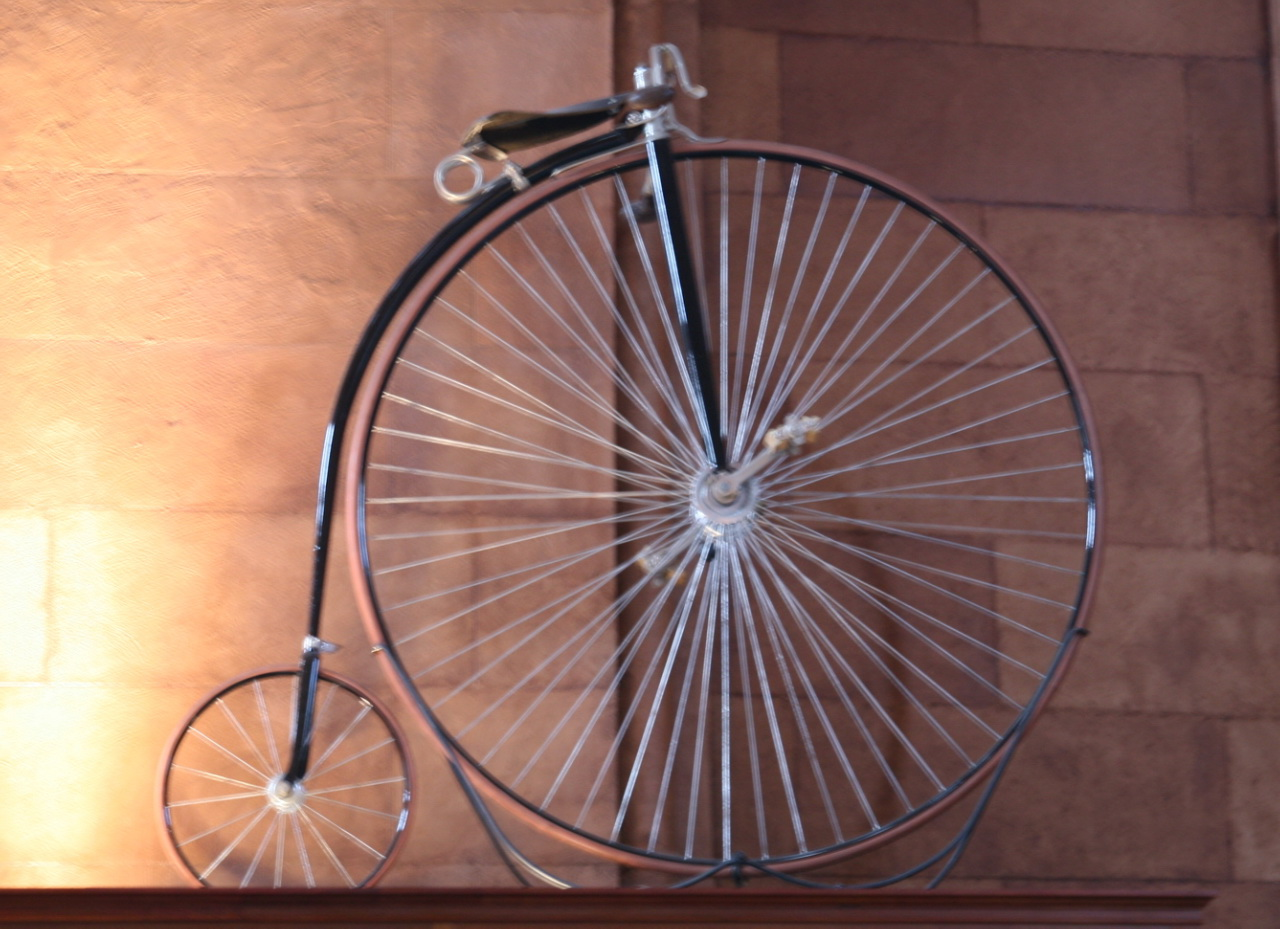
Columbia normal "Cliff", hacia 1886.

Albert Pope comenzó a anunciar en marzo de 1878 la venta de bicicletas inglesas importadas. Su inversión inicial en la Compañía Manufacturera Pope era de 3000 dólares (equivalentes a unos 125.000 de comienzos del siglo XXI). Invirtió unos 4000 en 1878 para importar unas cincuenta bicicletas inglesas. En mayo de 1878, conoció a George Fairfield, presidente de la Compañía de Máquinas de Coser Weed. Albert Pope le propuso fabricar su propia marca de bicicletas, firmando un contrato con Weed para construir cincuenta bicicletas en su planta en Hartford, Connecticut. Pope había acudido a la reunión en un biciclo Excelsior Duplex importado, que Fairfield inspeccionó. En aquella época, las máquinas de coser se vendían mal, y Fairfield aceptó el trato.
En septiembre de 1878, la Weed construyó la última de las cincuenta bicicletas del primer contrato. Albert Pope escogió el nombre de la marca Columbia para el primer biciclo "producido" por su compañía.  Estas primeras máquinas, copias del modelo Excelsior Duplex, constaban de setenta y siete piezas fabricadas en los propios talleres, y tan solo los neumáticos de goma provenían de un proveedor. Pope vendió todas las bicicletas de esta primera serie. En 1879, la producción y las ventas eran de alrededor de unas 1000 unidades, siendo el último año de producción de las copias de la Excelsior Duplex.
George Herbert Day trabajaba como empleado en la Compañía de Máquinas de Coser Weed cuando la empresa empezó a producir biciclos para Pope. A comienzos de 1879, Day fue promovido a secretario corporativo. Un historiador cita a Day como "el brazo derecho de Albert Pope en Hartford entre 1878 y 1899." Edward, el primo de Albert, empezó a trabajar como contable de la Compañía Pope en 1880.
George Bidwell, un agente vendedor independiente de Búfalo (Nueva York), adquirió un biciclo Excelsior Duplex importado por Pope. Enterado por correspondencia de que Pope iba a producir su propia bicicleta, Bidwell empezó a cursar pedidos del modelo Columbia. Vendió setenta y cinco de estas máquinas, reteniendo pequeñas fianzas por las mismas. Pope solo pudo entregar unas veinticinco. Poco más tarde, Pope contrató a Bidwell como superintendente de agencias, un trabajo con el que Bidwell viajaba frecuentemente para instruir a los agentes de ventas en el arte de la promoción comercial.

### Rediseño de los biciclos
En 1880, George Fairfield introdujo cambios de diseño y presentó dos modelos de biciclos Columbia.  Cada uno de ellos pesaba aproximadamente 18 kg, incluyendo un asiento mejorado con muelles y un manillar ajustable.  El Estándar Columbia, con una rueda de cuarenta y ocho pulgadas (1,22 m) fue introducido en 1880, y costaba 87,50 dólares.  El Especial Columbia ofrecía "un cabezal de estilo Stanley" y una rótula de dirección incorporada. Estaba totalmente niquelado y costaba 132,50 dólares.
En 1881, Pope mostró su interés por controlar Weed, cuyas acciones subieron de precio. George Day accedió a la presidencia de Weed.
Después de la introducción del biciclo, Pope compró la patente original de la bicicleta de Pierre Lallement, haciéndose además con todas las patentes de bicicleta que pudo encontrar, amasando una fortuna al restringir los tipos de bicicletas que otros fabricantes estadounidenses podrían fabricar y cobrándoles derechos. Utilizó las tecnologías más recientes en sus productos (como rodamientos de bolas en todas las partes móviles, y tubos de acero huecos para el marco), e invirtió grandes cantidades de dinero promoviendo clubes de bicicletas, revistas, y carreras.

### Bicicletas de seguridad

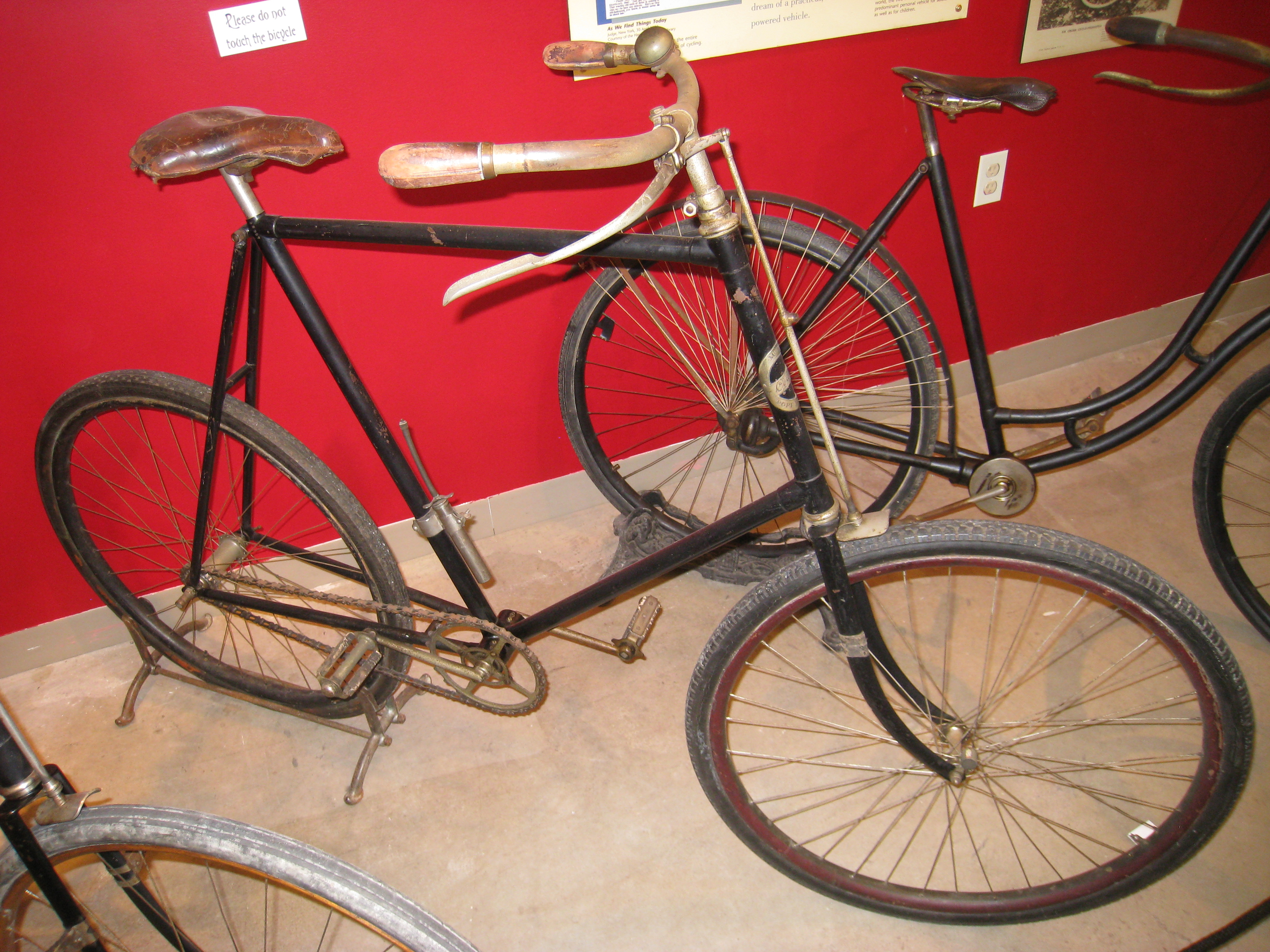
Bicicleta de Seguridad para hombres Columbia Modelo 40 (1895)

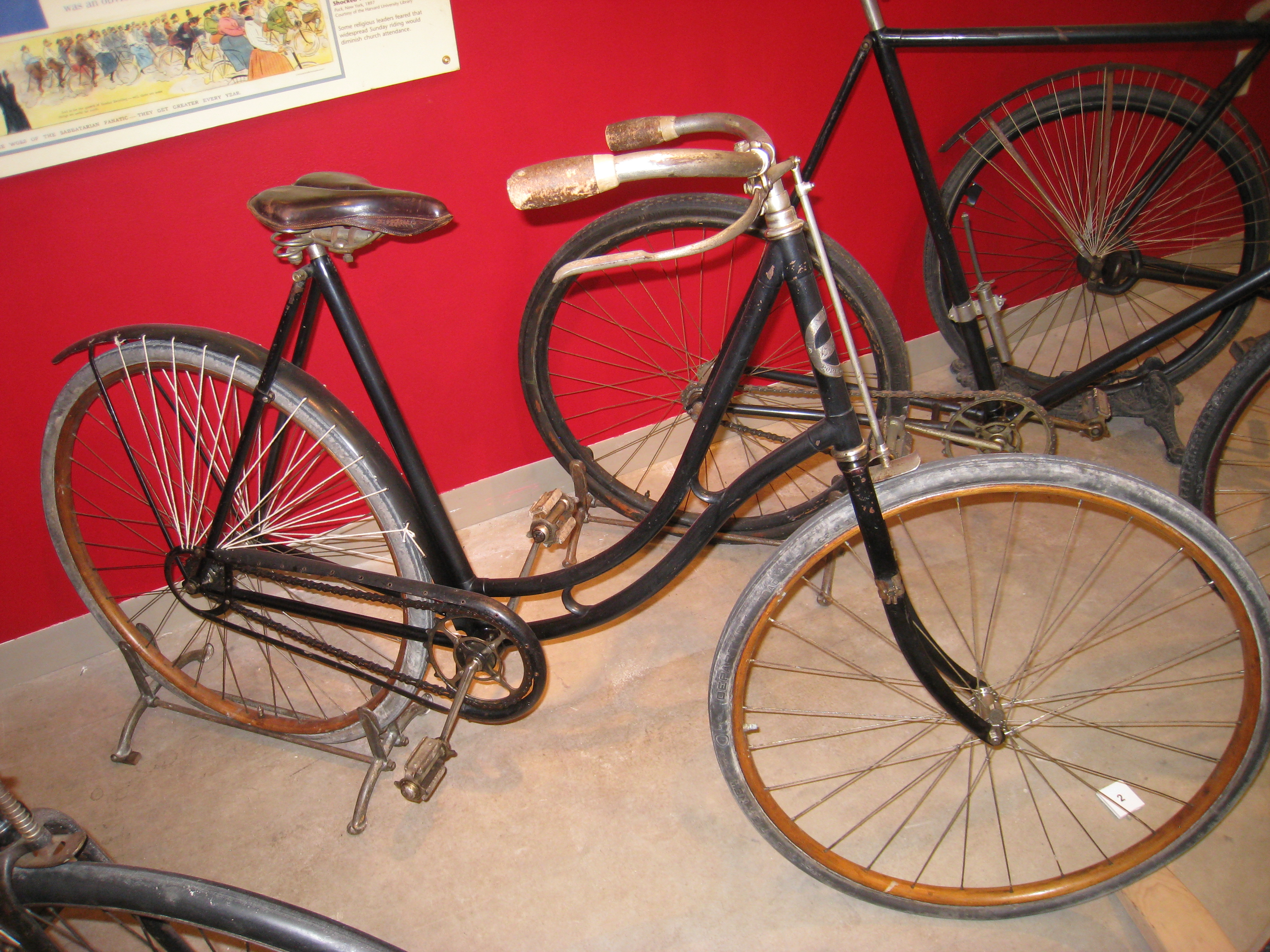
Bicicleta de Seguridad para mujeres Columbia Modelo 41 (1895)

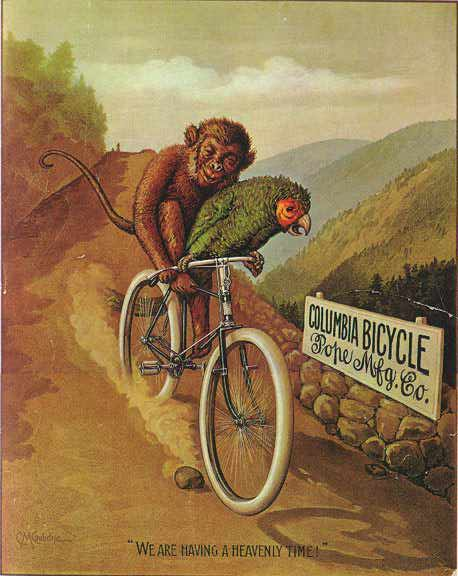
Un anuncio de la Bicicleta Columbia (1895)

Los biciclos estaban impulsados por manivelas con pedales unidas directamente a una gran rueda delantera. El asiento se situaba por encima de esta rueda, justo en la vertical de su eje. Esta configuración propiciaba que fueran  frecuentes los accidentes en los que el ciclista salía proyectado por delante de la rueda. Varios fabricantes idearon bicicletas de seguridad, reduciendo la altura del asiento. John Kemp Starley, valiéndose de un mecanismo de plato y cadena, diseñó  en 1885 el primer modelo de este tipo comercialmente exitoso, la bicicleta Rover. Las primeras Rover incluían un complejo sistema de dirección indirecto, pero Starley enseguida lo reemplazó por un sistema directo que constaba de un manillar curvado sujeto al cabezal. En 1886, después de ver algunas Rover y tras visitar una fábrica de estas bicicletas, Alfred Pope pensó que la bicicleta de seguridad no era nada  más que una moda pasajera, y no hizo ningún plan en aquel tiempo para producir su propia versión. George Bidwell, por entonces de nuevo un agente comercial independiente, recomendó la bicicleta de seguridad tras probarla en 1886. Instó a Pope para que diseñara su propia bicicleta de seguridad, pronosticando que "la vieja rueda alta estaba condenada."
Aun así, Pope presentó un modelo de seguridad normal en 1886.  Este diseño mantenía el asiento alto y la gran rueda delantera, pero incorporaba un mecanismo de cadena, permitiendo retrasar la posición del asiento y de los pedales. A pesar del nuevo diseño del Columbia, Bidwell comunicó a Pope que nunca volvería a hacer un pedido de biciclos después de probar la Rover. Hacia 1888, Pope cambió de opinión y produjo su propia bicicleta de seguridad, la Veloce.  Pesaba 23 kg, casi 7 kg más que los biciclos normales. En 1889, las ventas de los biciclos ya solo alcanzaban el veinte por ciento del total, cayendo al diez por ciento de ventas al año siguiente. Una vez que Pope comercializó el Veloce, la compañía vendió tan solo 3000 biciclos en 1891.
Pope  fue un fabricante innovador en el uso del  estampado para la producción de las partes de acero. Hasta 1896, la compañía era la principal productora  de bicicletas de los Estados Unidos.

### Compañía de Bicicletas Hartford
En la época que una bicicleta Columbia costaba 125 dólares, la Compañía Overman ofrecía una bicicleta asequible para trabajadores que podían cobrar tan solo un dólar diario. En vez de reducir el coste y el precio de las Columbias, Pope decidió producir una línea separada para competir con Overman. Alrededor de 1890, fundó una segunda firma, la Compañía de Bicicletas Hartford, para crear una nueva línea de precio medio. Puso al frente de la compañía a su primo George, con David J. Post, procedente de Weed, como su secretario. Harry Pope, sobrino de Albert y licenciado del MIT, era el superintendente de Hartford. Pope absorbió la Compañía Hartford en 1895.

### Tubos de acero
Los biciclos ordinarios utilizaban una estructura formada por un solo de tubo corto de gran grosor, mientras que el marco de las bicicletas de seguridad requería unos 8 metros de tubo de acero, incrementando su peso. Para solucionar este problema, se necesitaba disponer de tubos de acero, finos y muy resistentes. Casi todas las instalaciones de Pope estaban localizadas en Hartford, un área anteriormente conocida por sus fábricas de armas de fuego. Al igual que las bicicletas, los cañones de escopeta requieren tubos delgados y muy resistentes. Por aquel entonces los tubos importados pagaban un cuarenta y cinco por ciento de arancel, creando un incentivo financiero para la producción doméstica. La popularidad repentina de las bicicletas de seguridad en los Estados Unidos creó una escasez del suministro de tubos para los fabricantes de Europa y de los Estados Unidos. Albert Pope había invertido en la Compañía de Tubos de Acero Shelby, incluso cuando estaba construyendo dos plantas de producción de tubos de acero en Hartford, propiedad de la Compañía Pope. Una estaba dedicada a la investigación, y la otra a la producción comercial.
Dos empleados de Pope, Henry Souther y Harold Hayden Eames, idearon un nuevo proceso para producir tubos de acero para las bicicletas. Souther había estado experimentando con la resistencia de diferentes metales, y concluyó que el acero con un cinco por ciento de níquel sería la aleación ideal para los tubos de bicicleta. Por entonces, este tipo de acero solo estaba disponible en forma de planchas. Eames ingenió un proceso para convertir las planchas de metal en tubos moldeados en frío, utilizando métodos y equipamiento ya en uso en los talleres de Pope. Los nuevos tubos eran más fuertes y más resistentes a las abolladuras que los de acero al carbono generalmente utilizados.

### Talleres Hartford
Pope adquirió los Talleres Hartford en 1892, como parte de una estrategia de integración vertical. Fundados por John Gray en 1885, importaban látex de goma procedente de Sumatra y producían neumáticos macizos. Más adelante la fábrica produjo cámaras de goma y neumáticos.

## Motocicletas

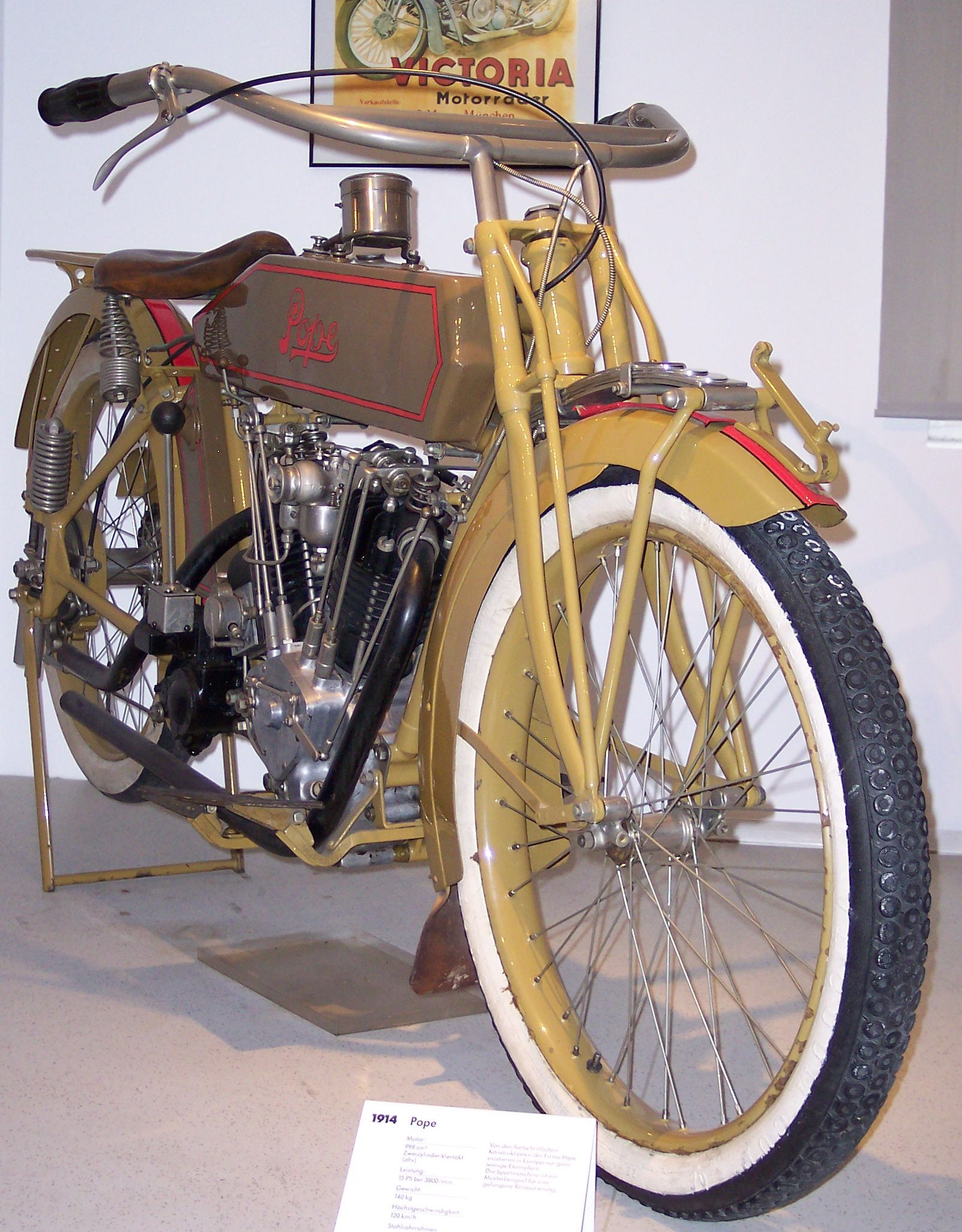
Motocicleta Pope (1914)

Pope comenzó a fabricar bicicletas motorizadas en 1902, actividad que se prolongó hasta 1918.

## Ciclomotores (finales delsigloXX)

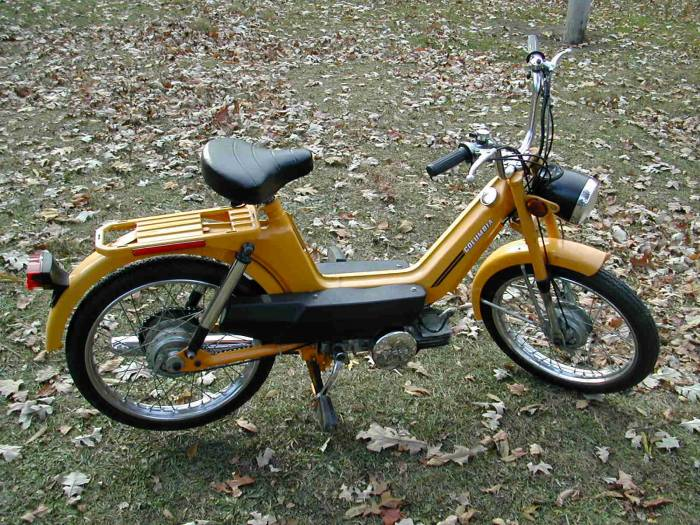
Ciclomotor Columbia (1978)

Los ciclomotores Columbia fueron los primeros fabricados en los Estados Unidos, aunque el motor y algunas partes eran importados. Los marcos tubulares, asientos, guardabarros, ruedas, ejes, frenos, horquilla, faros, y el cableado estaban fabricados en los Estados Unidos.
La mayoría de los ciclomotores Columbia disponían de motores Sachs 505/1A de 47 cc, aunque algunos utilizaron motores de la marca Solo. Aunque el motor Sachs estaba diseñado para servir de freno de la rueda trasera, Pope montó una maneta y un sistema de cables Magura para accionar el freno trasero.
- Existen dos modelos de marco para las Columbia Commuter, aunque se comercializaron con el mismo nombre. El marco de acero estampado utilizaba exclusivamente el motor Sachs, mientras que el modelo de marco tubular también podía montar el motor Solo.
- El emblema del tapón del depósito de combustible de las Columbia, también conocido como el "Western Flyer", es un diseño exclusivo de estos ciclomotores. Esencialmente, el marco de la bicicleta es idéntico al marco tubular de la Commuter, pero  tiene un tanque de gasolina de plástico entre el asiento y la columna de dirección.
- El "Western Flyer" aparece en todos los tipos de marco. Algunas de estas bicicletas se vendieron bajo el nombre de "Western Flyer" en vez de Columbia.

A finales de los años 1980, Columbia vendió los derechos y el diseño de sus ciclomotores a la compañía KKM Enterprises, Inc. que produjo ciclomotores idénticos bajo el nombre Mopet a mediados de los años 1990. Esta compañía produjo los marcos tubulares, asientos largos, guardabarros, ruedas, ejes, frenos, horquilla, faros, y el cableado en los Estados Unidos.
Modelos:
- Columbia "Commuter"
- Columbia "Imperial"
- Columbia "Medallion 2271"
- Columbia "Medallion 2281"
- Columbia "Model 57062"
- Columbia "Model 2251"
- Columbia "Model 2241"
- Columbia "Motrek"
- Columbia "Western Flyer" (no debe confundirse con el "Western Flyer" de la compañía Western Auto)

## Automóviles

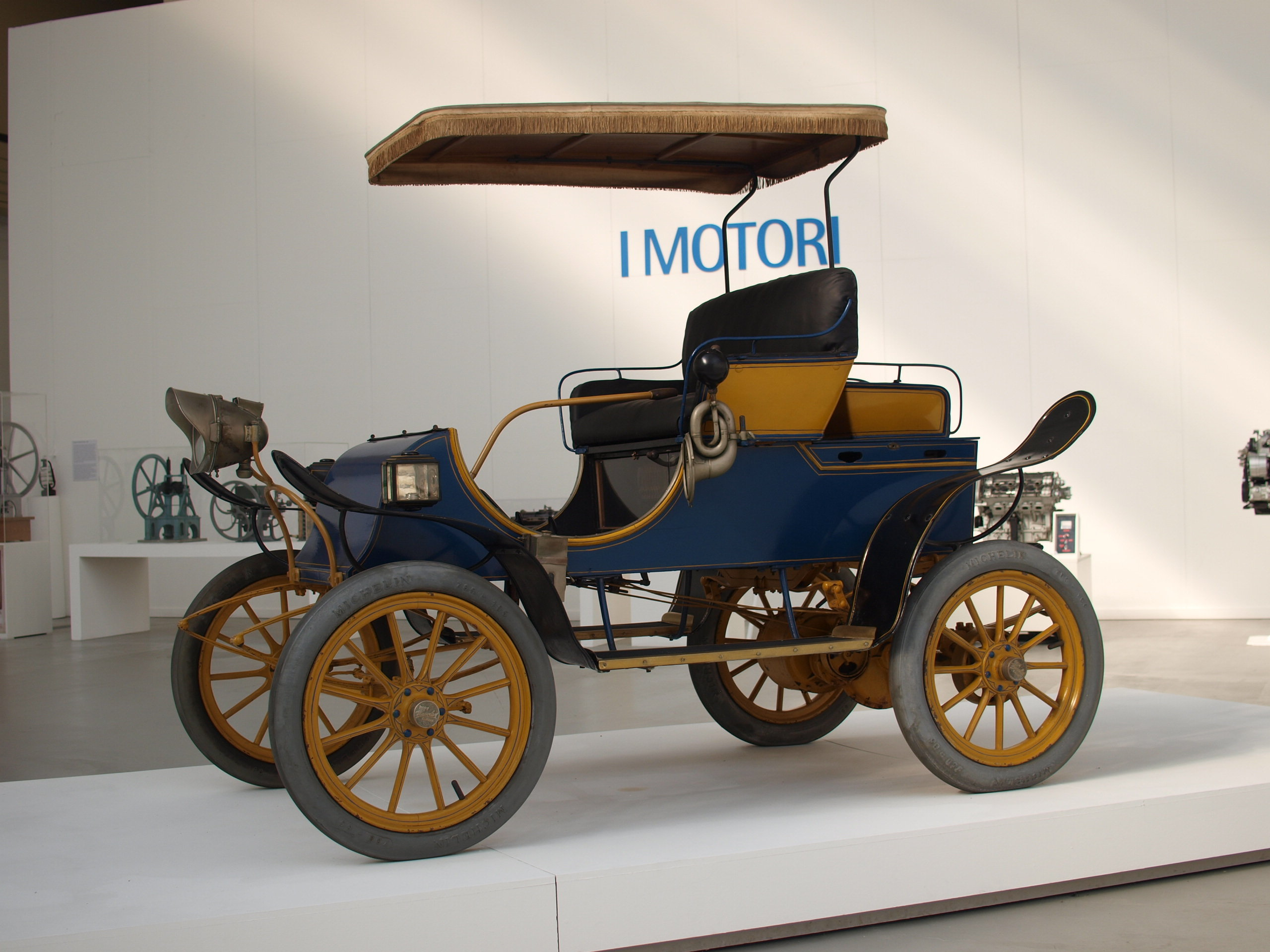
Pope Toledo (1907)

En 1897, Pope inició la producción de un automóvil eléctrico. Hacia 1899, la compañía había producido más de 500 de estos vehículos. Hiram Percy Maxim era el ingeniero jefe del Departamento de Vehículos de Motor. La división de Vehículos Eléctricos se independizó aquel año como la Compañía Automovilística Columbia, pero fue adquirida por la Electric Vehicle Company a finales de aquel año.
Pope intentó reintroducirse en el mercado de la fabricación de automóviles adquiriendo varias empresas pequeñas en 1901, pero el proceso era caro y la competencia en la industria estaba ya muy desarrollada.
Entre los años 1903 y 1915, Pope operó varias compañías de fabricación de automóviles, como Pope-Hartford (1903–1914), Pope-Robinson, Pope-Toledo (1903–1909), Pope-Tribune (1904–1907) y Pope-Waverley.
Albert Pope se declaró en bancarrota en 1907 y murió en agosto de 1909.

## Bancarrota y reorganizaciones
En 1914, las oficinas principales de Pope se trasladaron a Westfield, Massachusetts, aunque en 1915 la Compañía Manufacturera Pope formalizó su bancarrota.  En 1916 fue reorganizada y rebautizada como Compañía de Fabricación Westfield, declarándose sucesora de la compañía Pope. En 1933, Westfield se convirtió en filial de la Compañía Torrington de Torrington, Connecticut. En diciembre de 1960 se formó una empresa independiente, y en 1961 se rebautizó como Compañía Manufacturera Columbia, que en 1967 se fusionó con MTD, y en 1987, se declaró en bancarrota. En 1988, Columbia fue adquirida por algunos de sus administradores y reorganizada como Compañía Manufacturera Columbia, dejando de formar parte de MTD. La producción de bicicletas continuó en pequeñas cantidades, insignificantes comparadas con el volumen del negocio de importación y venta de bicicletas extranjeras. En los años 2010, las bicicletas de la marca Columbia pasaron a ser comercializadas por Bicicleras Columbia, una filial de Ballard Pacific.

## Galería

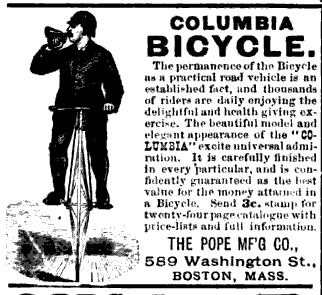
Anuncio de la Revista Lippincott (1882)
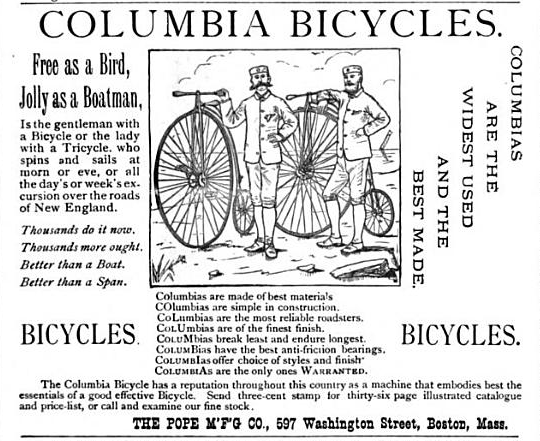
Anuncio publicado en Boston (1883)
Anuncio de las Bicicletas Columbia (1886)
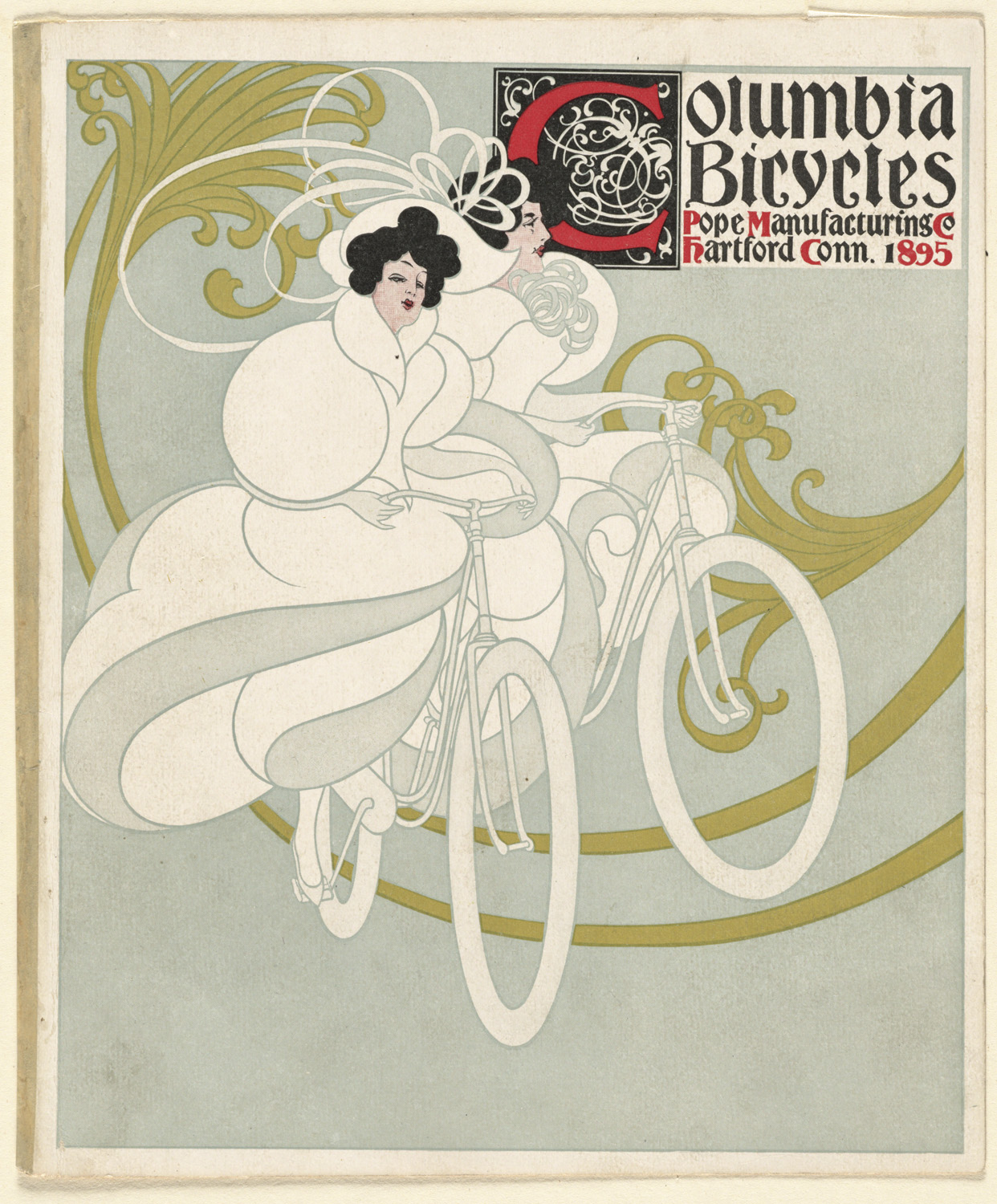
Anuncio de las Bicicletas Columbia (1895)
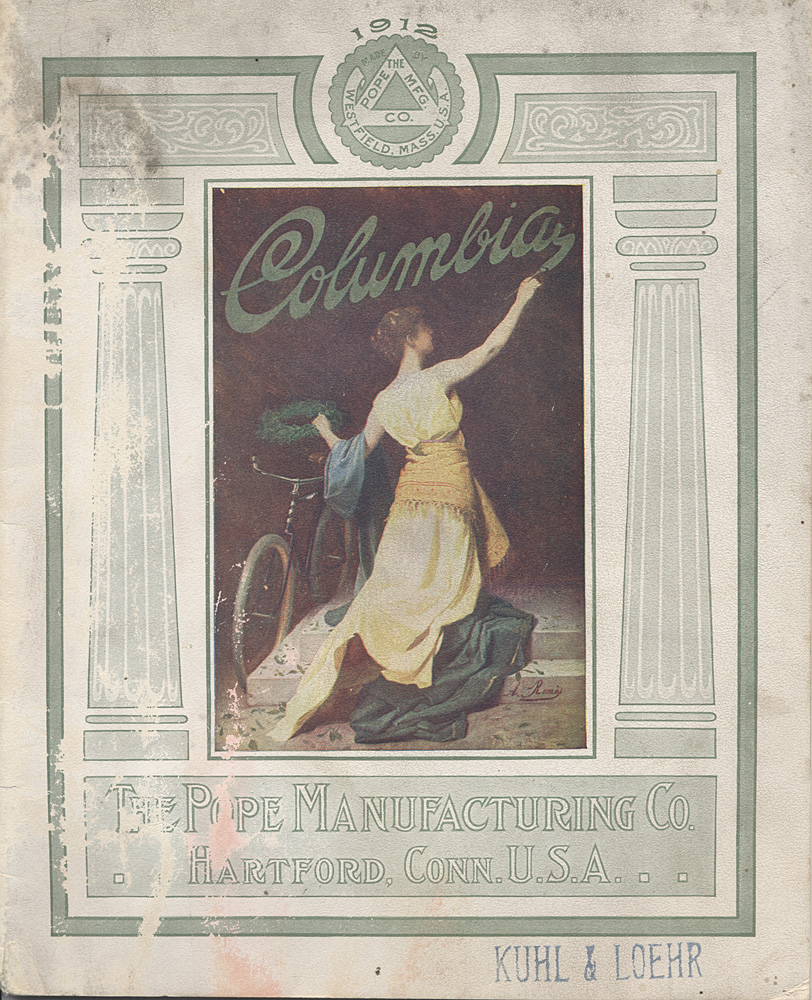
Anuncio de las Bicicletas Columbia (1912)
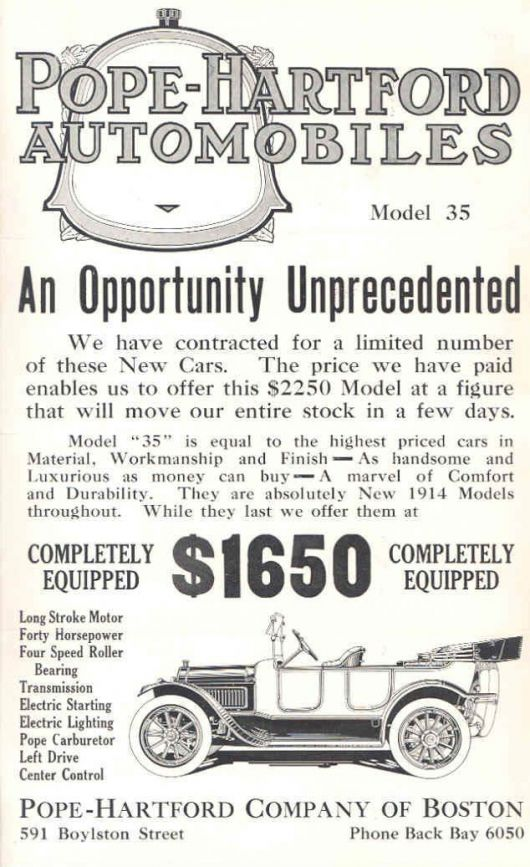
Anuncio de los automóviles Pope-Hartford (1914)

## Lecturas relacionadas
- "Bicycle-Making: Where and How Bicycles are Made." Frank Leslie's Popular Monthly v.12 no.5, November 1881.
- "Pope Manufacturing Company." Moses King, ed. King's handbook of New York city: an outline history and description of the American metropolis. 1892
- "The Progress of a great industry." Outing (Advertising Supplement), v.19, no.6, 1892
- "Pope Bicycle building burned; only the walls remain of the handsome Boston headquarters of the Columbia Wheel." New York Times, March 13, 1896
- David A. Hounshell. From the American system to mass production, 1800–1932. Johns Hopkins Univ. Press, 1984
- Bruce Epperson. Failed Colossus: Strategic Error at the Pope Manufacturing Company, 1878–1900." Technology and Culture, Vol. 41, No. 2 (Apr., 2000), pp. 300–320